# 岡山県立倉敷工業高等学校
岡山県立倉敷工業高等学校（おかやまけんりつ くらしきこうぎょうこうとうがっこう）は、岡山県倉敷市老松町四丁目に所在する県立工業高等学校。「倉工」（くらこう）の通称で呼ばれている。学校敷地はかつて倉敷競馬場だった。

## 学科
- 機械科（略称:M）
- 電子機械科（略称:D）
- 電気科（略称:E）
- 工業化学科（略称:C）
- ファッション技術科（略称:F）/テキスタイル工学科（略称:T）

## 部活動
以下の部活動が存在する。
運動部
- 硬式野球部
- 軟式野球部
- ハンドボール部
- ラグビー部
- テニス部
- ソフトテニス部
- 陸上競技部
- 水泳部
- サッカー部
- カヌー部
- 応援団部
- バドミントン部
- バレーボール部
- バスケットボール部
- 卓球部
- ボクシング部
- 空手道部
- 柔道部
- 剣道部
- 弓道部
- ウェイトリフティング部

文化部
- 吹奏楽部
- 美術部
- 陶芸部
- 将棋部
- 書道部
- 写真部
- メカトロニクス研究部
- 電気部
- 模型工作部
- 科学部
- 構造研究部

また、以下の同好会がある。
- ボウリング同好会
- 囲碁同好会
- ゴルフ同好会
- テキスタイル同好会

## 特色
ものづくり、資格取得、部活動の三本柱を打ち出し、これらに特に力を入れている。また、文武両道をモットーとしている。

## 野球の強豪
硬式野球部は岡山県を代表する強豪で、1950年代後半から1970年代まで岡山県立岡山東商業高等学校と共に、2強時代を築いた。甲子園で春夏合わせて4度のベスト4進出がある。
- 1947年、第31回全国高等学校野球選手権大会に初出場。春夏通じて初出場で準々決勝で2連覇中だった小倉北高校に延長10回7-6でサヨナラ勝ちし、ベスト4に進出。
- 1961年、第43回全国高等学校野球選手権大会に出場。1回戦で報徳学園高校と対戦、延長11回表に6点を奪いながらその裏に6点を取られて追いつかれ、12回裏にサヨナラ負けという、奇跡の大逆転を喫した。
- 2003年、第85回全国高等学校野球選手権大会出場。1回戦駒澤大学附属苫小牧高等学校に対して4回表まで0-8で劣勢に立っていた。しかし、試合開始前から断続的に降り続いていた雨が勢いを増したため、4回裏2死一、三塁で降雨ノーゲームが宣言され、翌日の再試合で5-2と勝利を挙げる。
- 2009年、第81回選抜高等学校野球大会に出場、1回戦の金光大阪高等学校戦で9回に3点を取られ勝ち越されるがその裏3点を取り追い付き、延長12回表に1点勝ち越されるも12回裏に2点を取り、逆転サヨナラ勝ちした。
- 2022年、第94回選抜高等学校野球大会に出場する。また、開会式での選手宣誓を同校の福島貫太が務める。1回戦の和歌山東高等学校戦では、延長11回に7点を取られ敗退。先述の延長戦最多失点記録を更新した。

ユニフォームはクリーム色にエンジで「KURASHIKI」袖に白地にエンジの校章と岡山だったが、2021年秋以降の岡山県・中国大会では「KURAKO」袖の校章もエンジと白が反転、「倉敷工」の文字が入っているものを着用していた。

## 交通
- 倉敷駅前ターミナルより、両備バス「老松町」下車 徒歩3分
- 倉敷駅より徒歩15分

## 著名な出身者
```
* 
サボ魂
 （TikTokr）
```

- 居郷肇（元アマチュア野球選手、現：埼玉西武ライオンズ球団社長）
- 小沢馨（元プロ野球選手）
- 藤沢新六（元プロ野球選手）
- 安原達佳（元プロ野球選手）
- 小寺好雄（元プロ野球選手）
- 古川啓三（元プロ野球選手）
- 三竿徹（元プロ野球選手）
- 室山皓之助（元プロ野球選手）
- 渡辺博文（渡辺一史）（元プロ野球選手）
- 三宅博（元プロ野球選手）
- 小橋優（元プロ野球選手）
- 杉本喜久雄（元プロ野球選手）
- 杉本郁久雄（元プロ野球選手、杉本喜久雄の実弟）
- 中村邦弘（元プロ野球選手）
- 鎌田豊（元プロ野球選手）
- 槌田誠（元プロ野球選手）
- 菱川章（元プロ野球選手）
- 秋山重雄（元プロ野球選手）
- 片岡新之介（元プロ野球選手）
- 羽村起夫（元プロ野球選手）
- 兼光保明（元プロ野球選手）
- 中藤義雄（元プロ野球選手）
- 水本勝己（元プロ野球選手、現オリックスバファローズヘッドコーチ）
- 守屋功輝（プロ野球選手）
- 福島章太（プロ野球選手）
- 板野圭竜（元プロサッカー選手）
- 伊藤謙介（京セラ相談役）
- 岩津裕介（競輪選手）
- 筒井裕哉（競輪選手）
- 壁村耐三（漫画編集者）※中退
- 杉野太陽（ラグビー選手）

## 周辺
- 岡山県倉敷市立工業高等学校（夜間定時制）
- 倉敷市立老松小学校
- 倉敷東年金事務所
- 国道429号
- 倉敷平成病院
- 倉敷第一病院